# Hezb-e-Islami Gulbuddin
Pour les articles homonymes, voir HIG.
Le Hezb-e-Islami Gulbuddin (HIG, en persan : حزب اسلامی گلبدین) est la plus grande des factions du parti Hezb-e-Islami d'Afghanistan. L'organisation est placée sur la liste officielle des organisations terroristes du Canada, des États-Unis et du Royaume-Uni.
Ayant renoncé à la lutte armée, l'organisation a été aujourd'hui transformée en parti politique.

## Histoire

### 1977-2001
Le Hezb-e-Islami a été fondé en 1977 par Gulbuddin Hekmatyar comme scission fondamentaliste du Jamiat-e Islami. En 1979, Younès Khalid quitte l'organisation pour créer le Hezb-e-Islami (Khales), actif autour de Nangarhar, qui rejoint peu à peu les Talibans.  
Lors de la première guerre d'Afghanistan contre le gouvernement communiste soutenu par les soviétiques, le HIG opérait depuis ses bastions de Kounar, Laghman, Jalalabad, et Paktia. Le parti est très centralisé et jusqu'en 1994 a des relations officielles avec le Pakistan. Il reçoit jusqu'à 600 millions de dollars d'aide américaine et saoudienne pour combattre les soviétiques. Son chef, Hekmatyar a également établi des contacts avec les services de renseignement britanniques et rencontré Margaret Thatcher à Downing Street en 1986.
Il faisait partie des groupes de la résistance moudjahidine les plus puissants de la guerre, notamment grâce aux aides américaines et pakistanaises.
Frustré par les incessants combats des seigneurs de guerre et le bombardement de Kaboul par le HIG en avril 1992, le Pakistan abandonne ce dernier pour les talibans en 1994. Un nouveau bombardement de la capitale par le HIG en 1994 aurait fait plus de 25 000 victimes civiles. Ses troupes sont également accusées de fréquents viols contre les femmes
Le HIG est repoussé hors de Kaboul par les talibans en septembre 1996 et plusieurs de ses commandants locaux rejoignent les talibans « à la fois par sympathie idéologique et en raison de solidarité tribale ». Au Pakistan, les camps d'entrainement du HIG sont repris par les talibans.
En 1993, à la suite d'un accord entre l'Azerbaïdjan et Gulbuddin Hekmatyar, le HIG est impliqué dans la Guerre du Haut-Karabagh. De 1500 à 2500 moudjahidines afghans, recrutés par Fazal Haq Mudjahid (en), participent aux combats contre les Forces armées du Haut-Karabagh. 

### Depuis 2001
Hekmatyar s'oppose à l'intervention américaine de 2001 contre les talibans et combat le gouvernement du président Hamid Karzai. Avant les élections législatives de 2004, 150 membres du HIG se sont cependant ralliés au gouvernement. D'après le porte parole du parlement afghan, les membres du HIG possèdent alors de 30 à 40 % des postes du gouvernement. Le HIG a avant tout pour objectif de contrôler les richesses minérales nationales et de mettre la main sur les routes de contrebande de l'est du pays.
Le HIG s'est rallié avec le mollah Mohammad Omar,  Al-Qaïda et le reste des combattants talibans. En 2006, Hekmatyar apparaît sur un reportage de Al Jazeera dans lequel il déclare qu'il veut que ses forces combattent avec Al-Qaeda.
Le HIG est actif en 2007 à Mazâr-e Charîf et à Jalalabad.
En 2008 le HIG déclare être l'auteur de l'embuscade de Surobi qui fait 10 morts parmi les troupes françaises.
En mars 2010, 15 talibans et 35 membres des HIG sont tués à la suite d'affrontements entre les deux parties au nord-est de l'Afghanistan.
La dernière attaque du Hezb-e-Islami Gulbuddin se produit à Kaboul en 2013 et cause la mort de 15 personnes, dont cinq Américains.
Le 29 septembre 2016, le Hezb-e-Islami Gulbuddin signe un accord de paix avec le gouvernement afghan. Le mouvement doit alors muer en parti politique. Ses combattants sont libérés en échange de leur renoncement à toute activité militaire et à « tout lien ou tout soutien à des organisations terroristes ». Le 4 février 2017, l'ONU lève ses sanctions contre Gulbuddin Hekmatyar.

## Prisonniers de Guantanamo
Des douzaines de prisonniers détenus au camp américain de Guantanamo ont été accusés de faire partie du HIG.

## Implication dans la production d'opium
Le HIG est fortement impliqué dans la culture de l'opium, de même que dans la production d'héroïne,.